# شوگاول
شوگاول (به انگلیسی: Shogaol) با فرمول شیمیایی C۱۷H۲۴O۳ یک ترکیب شیمیایی با شناسه پاب‌کم ۵۲۸۱۷۹۴ است. که جرم مولی آن ۲۷۶٫۳۷ g/mol می‌باشد. 